# Нероново (Галичский район)
Нероново — упразднённая деревня в Берёзовском сельском поселении Галичского района Костромской области России. Исключена из учётных данных в 2024 году.

## География
Деревня расположена у речки Ожеги.

## История
Согласно Спискам населённых мест Российской империи в 1872 году деревня Нероново (Мироново) относилась к 2 стану Солигаличского уезда Костромской губернии. В ней числилось 7 дворов, проживало 16 мужчин и 24 женщины.
Согласно переписи населения 1897 года в деревне проживало 39 человек (16 мужчин и 23 женщины).
Согласно Списку населённых мест Костромской губернии в 1907 году деревня относилась к Нольско-Березовской волости Солигаличского уезда Костромской губернии. По сведениям волостного правления за 1907 год в ней числилось 9 крестьянских дворов и 45 жителей.
До муниципальной реформы 2010 года деревня также входила в состав Березовского сельского поселения.

## Население
По состоянию на 1 января 2014 года в деревне числилось 1 хозяйство, но постоянного населения деревня не имеет.
| 2008 | 2010 | 2012 | 2014 |
| ---- | ---- | ---- | ---- |
| 0    | →0   | →0   | →0   |